# Vlajka Orelské oblasti

Vlajka Orelské oblasti
Poměr stran: 2:3

Vlajka Orelské oblasti, jedné z oblastí Ruské federace, je tvořena listem o poměru stran 2:3 se dvěma vodorovnými pruhy: červeným a lazurovým (blankytně modrým) s poměrem šířek 4:1. Uprostřed červeného pruhu je znak oblasti, jehož šířka je 1/4 délky listu.

## Historie
Orelská oblast vznikla 27. září 1937. V sovětské éře oblast neužívala žádnou vlajku. Od roku 1996 probíhala diskuse o podobě symbolů oblasti. 26. července 2002 schválila oblastní Rada lidových zástupců zákon č. 266-OZ O znaku a vlajce Orelské oblasti. 1. srpna 2002 tento zákon podepsal tehdejší gubernátor Jegor Semjonovič Strojev.
V roce 2003 byl zpřesněn popis vlajky a použito vexilologické názvosloví. V roce 2008 byly stanoveny podmínky pro používání oblastních symbolů.

## Vlajky rajónů Orelské oblasti

Administrativní členění Orelské oblasti

Orelská oblast se administrativně člení na 3 města oblastního významu a 24 rajónů.
Města

Livny (I) Poměr stran: 2:3
Mcensk (II) Poměr stran: 2:3
Orel (III) Poměr stran: 3:5

Rajóny

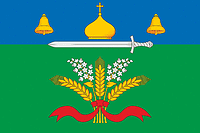
Bolchovský rajón (1) Poměr stran: 2:3
Verchovský rajón (2) Poměr stran: 2:3
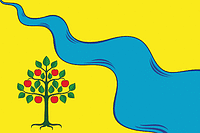
Glazunovský rajón (3) Poměr stran: 2:3
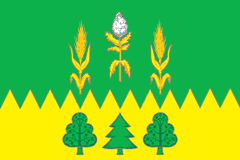
Dmitrovský rajón (4) Poměr stran: 2:3
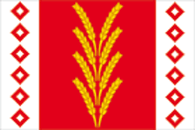
Dolžanský rajón (5) Poměr stran: 2:3
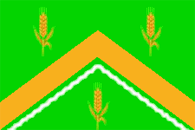
Zalegoščenský rajón (6) Poměr stran: 2:3
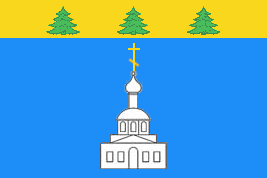
Znamenský rajón (7) Poměr stran: 2:3
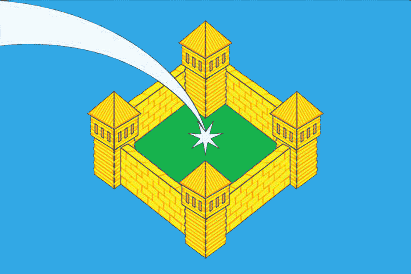
Kolpnjanský rajón (8) Poměr stran: 2:3
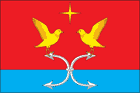
Korsakovský rajón (9) Poměr stran: 2:3
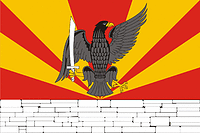
Krasnozorenský rajón (10) Poměr stran: 2:3
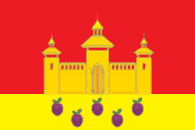
Kromský rajón (11) Poměr stran: 2:3
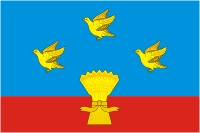
Livenský rajón (12) Poměr stran: 2:3
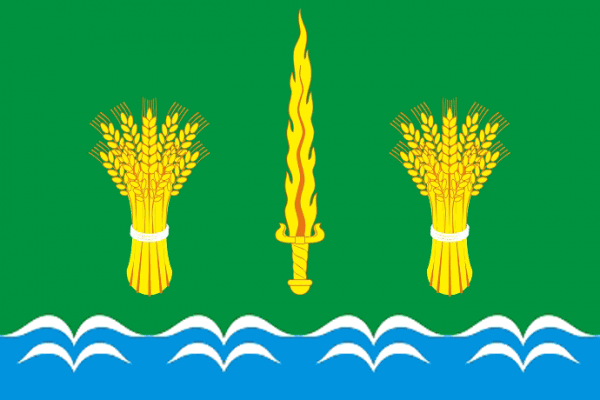
Maloarchangelský rajón (13) Poměr stran: 2:3
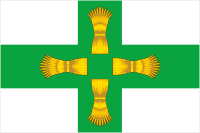
Mcenský rajón (14) Poměr stran: 2:3
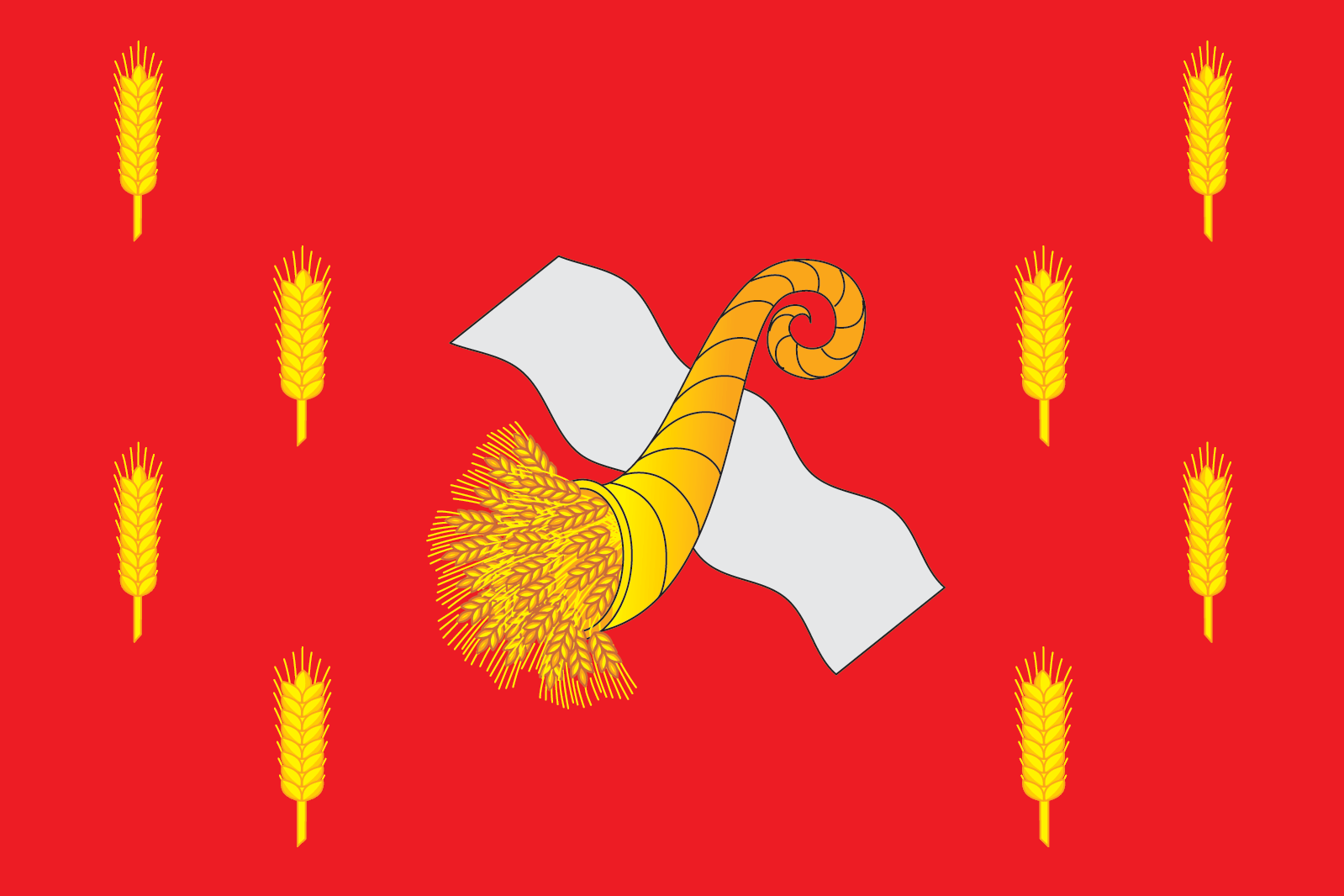
Novoderevenkovský rajón (15) Poměr stran: 2:3
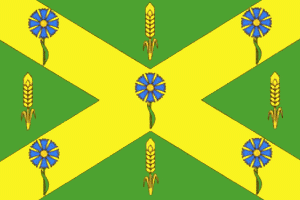
Novosilský rajón (16) Poměr stran: 2:3
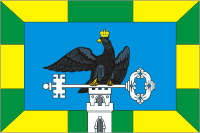
Orlovský rajón (17) Poměr stran: 2:3
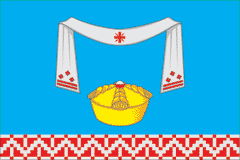
Pokrovský rajón (18) Poměr stran: 2:3
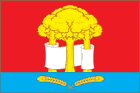
Sverdlovský rajón (19) Poměr stran: 2:3
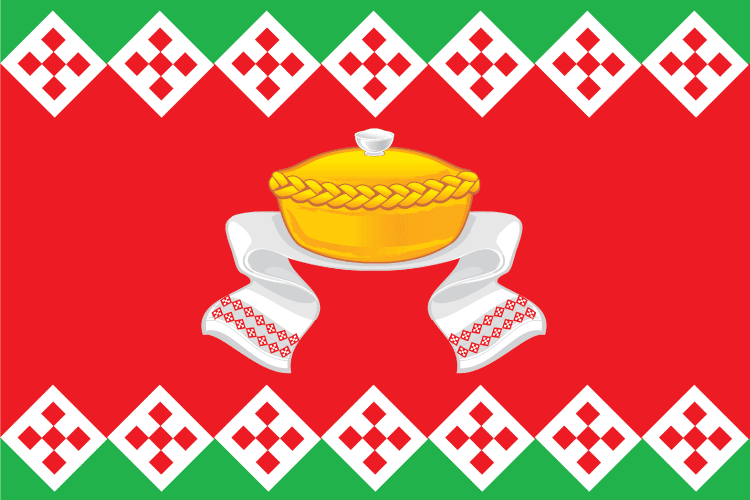
Soskovský rajón (20) Poměr stran: 2:3
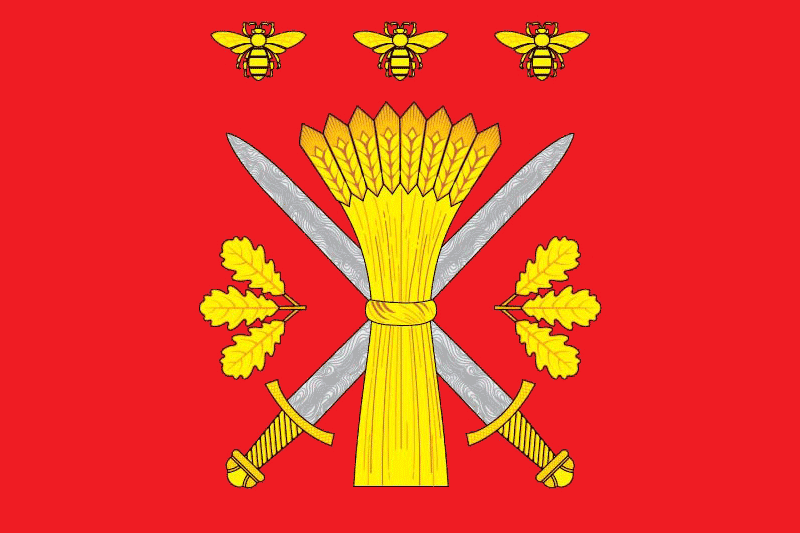
Trosnjanský rajón (21) Poměr stran: 2:3
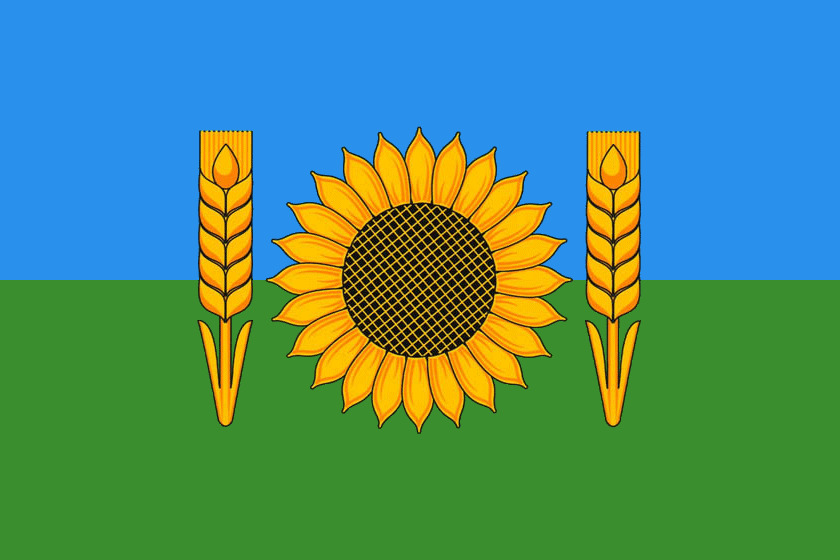
Urický rajón (22) Poměr stran: 2:3
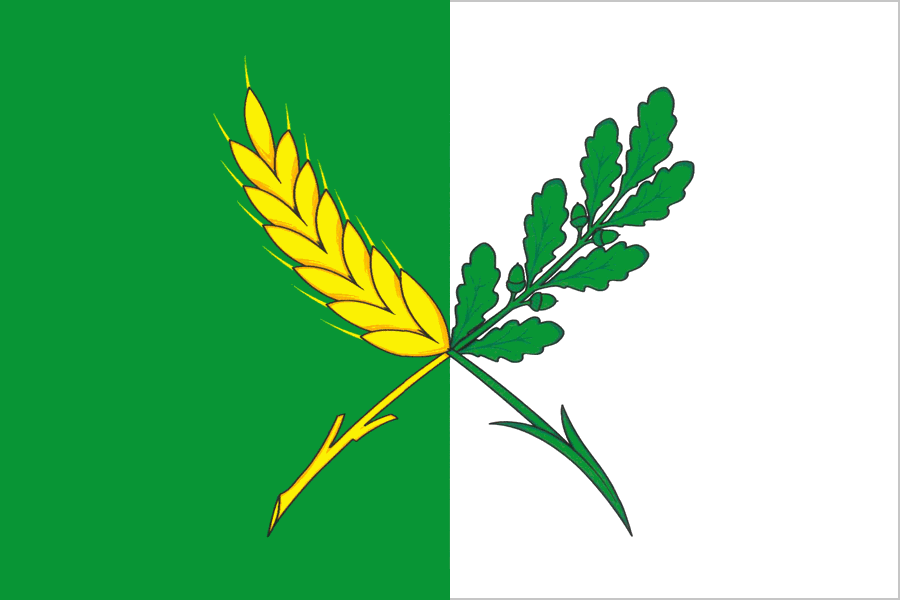
Chotyněcký rajón (23) Poměr stran: 2:3
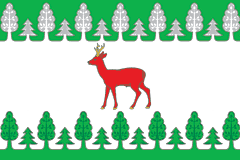
Šablykinský rajón (24) Poměr stran: 2:3